# آتن کیرشن
آتن کیرشن (انگلیسی: Attenkirchen) یک شهر در آلمان است که در بایرن واقع شده است.